# Kibbel-Kabbel

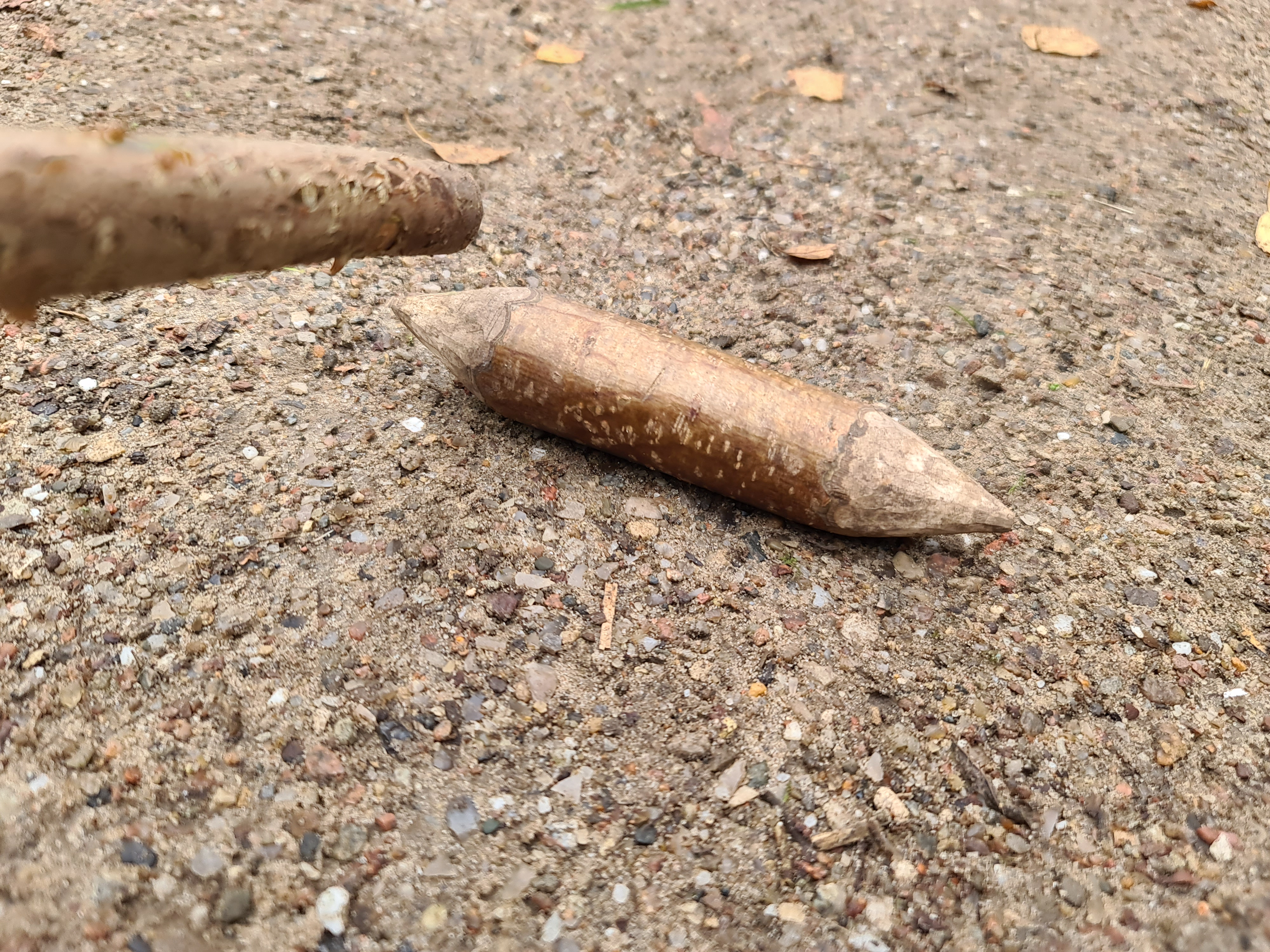
Mit dem Kabbel wird auf eine der angespitzten Seiten des Kibbels geschlagen

Kibbel-Kabbel ist ein mit dem Cricket und Guli Danda verwandtes Geschicklichkeitsspiel für den freien Außenbereich.
Gespielt wird mit dem Kibbel, einem etwa 10 cm langen beidseitig angespitzten Holz, das mit dem Kabbel, einem Stock, möglichst weit weggeschleudert bzw. geschlagen werden muss. In Deutschland war das Spiel vor allem im Norden populär, in den USA wurde es als Peewee gespielt. Das Spiel wurde z. B. in Hamburg bis in die 1960er Jahre viel gespielt, ist heute jedoch fast in Vergessenheit geraten. Ein Grund dafür ist vermutlich, dass es im urbanen öffentlichen Raum wegen der Zunahme von Bodenversiegelung, ruhendem und rollendem Kfz-Verkehr sehr schwierig wäre, geeignete Spielflächen zu finden.

## Spielfeld und Material

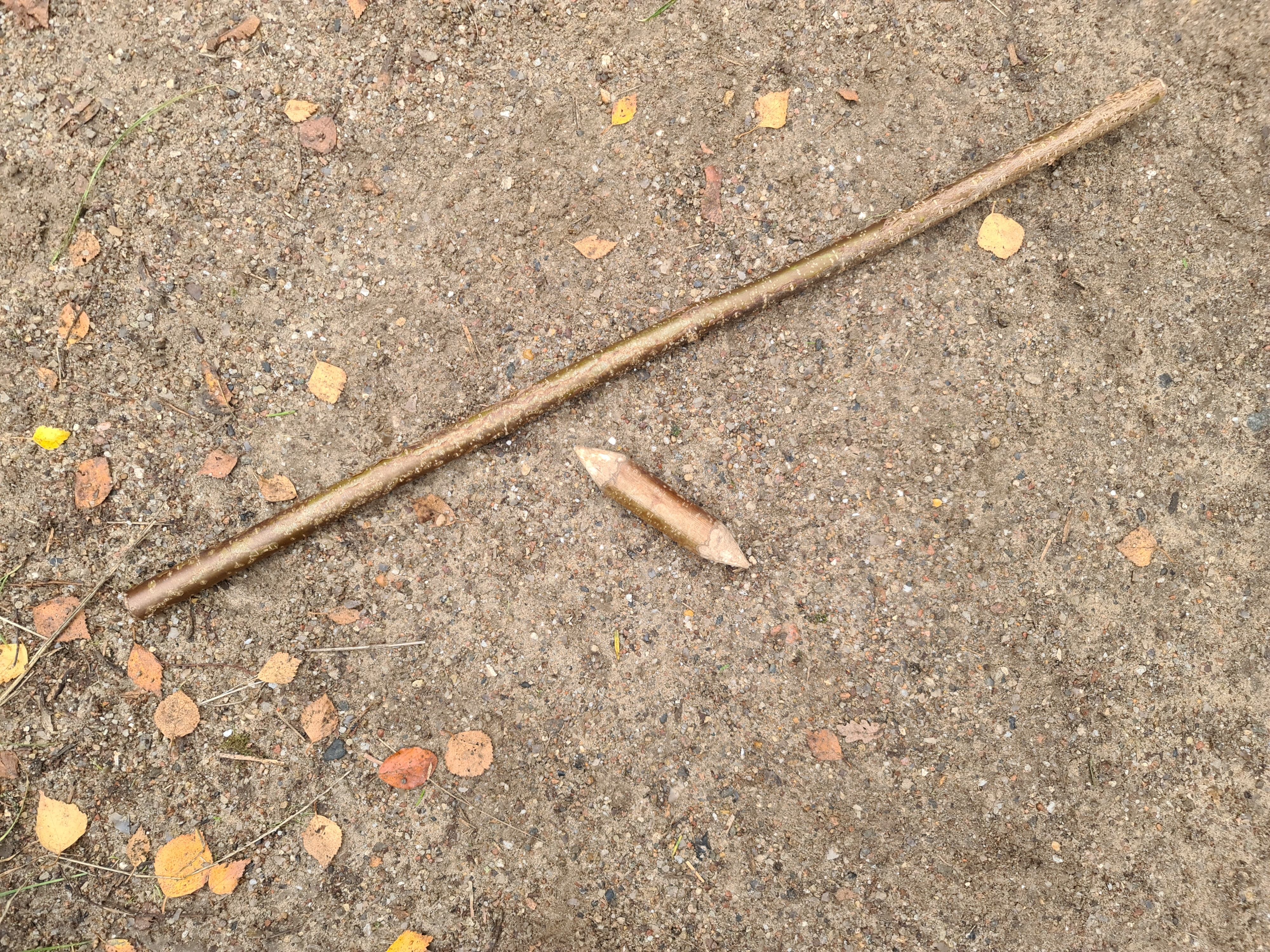
Kibbel und Kabbel

Für das Spiel wird ein möglichst waagerechtes Spielfeld mit festem, ebenem und bewuchsfreiem Boden von mindestens 20 mal 20 Meter Größe benötigt. Zum Spiel benötigt man zwei Hölzer. Das eine ist der Kibbel, ein etwa 10 cm langer Stab mit einem Durchmesser von etwa 2,5 cm, der an beiden Enden in einem Winkel von etwa 30 Grad angespitzt ist. Der Kibbel kann runden oder auch quadratischen (günstiger bei leicht abschüssigem Spielfeld) Querschnitt haben. Das andere ist der Kabbel, ein etwa 60–70 cm langer Stock mit rundem Querschnitt und etwa 2,5 cm Durchmesser. Das Spielfeld muss mindestens an einer Ecke aus unbefestigtem Boden bestehen, der Rest kann asphaltiert oder anders befestigt sein. In einer Ecke der Spielfläche wird eine kleine, etwa 15–20 cm lange, 3–4 cm breite und tiefe Furche (das Loch) als Mal angelegt. Es wird mit dem Kabbel in den Boden geritzt. Neben dem Loch muss genügend unbefestigter Boden zum Einritzen der Punktzahlen beider Mannschaften vorhanden sein, die den Spielstand dokumentieren.

## Regeln und Spielablauf

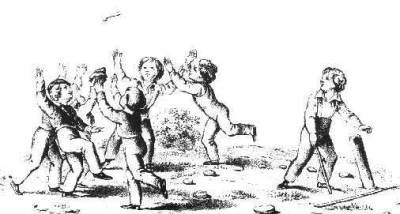
Kinder spielen Kibbel-Kabbel

Beim Spiel werden neben Geschicklichkeit unbewusst auch Rechnen (Addieren und Multiplizieren, gelegentlich auch Subtrahieren) eingeübt. Die Spielermannschaft ist drinnen oder „am Loch“, die Fängermannschaft draußen. Vor dem Spiel werden Regeln festgelegt, unter anderem, wer als Spieler anfängt, dass gewinnt, wer zuerst 500 oder 1.000 Punkte erreicht, ob „mit Mauser“ gespielt wird u. a. m. Die Mannschaft am Loch schreibt durch Einritzen mit dem Kabbel in die Erde auf der jeweiligen Seite des Lochs unter Aufsicht der anderen Mannschaft die gewonnenen Punkte jeder Mannschaft auf und rechnet sie jeweils zusammen.
Zur Ausführung ist der Kibbel quer über das Mal zu legen und vom Spieler mit dem Kabbel, möglichst hoch und weit herauszuschleudern. Der oder die „Fänger“ stellen sich zuvor im Spielfeld auf dem wahrscheinlichen Flugweg des Kibbels auf.
Von dort, wo der Kibbel liegen bleibt oder gefangen worden ist, ist nun der quer über das Loch gelegte Kabbel abzuwerfen, das heißt, mit dem Kibbel zu treffen. Wurde der Kibbel gefangen muss der Fänger selbst werfen, sonst kann die Mannschaft, die draußen ist wählen, wer werfen soll. Gelingt das Abwerfen, ist der nächste Spieler der Mannschaft am Loch an der Reihe. War das der letzte, kommt die Fängermannschaft ans Loch. Ist der Kabbel nicht getroffen worden, hat der Spieler drei Versuche, den Kibbel von dort, wo er beim Abwerfen liegengeblieben ist, möglichst weit vom Loch wegzuschlagen, denn die Schrittzahl zum Loch zurück zählt Punkte. Dazu muss er durch Schlagen auf eines der angespitzten Enden des Kibbels diesen zum Hochspringen bringen und ihn dann in der Luft mit dem Kabbel wegzuschlagen. Gelingt ihm gar, den Kibbel vor dem Wegschlagen zwei- oder dreimal mit dem Kabbel hochzuschlagen (also in der Luft zu halten), wird die Schrittzahl verdoppelt oder verdreifacht. Ist ihm bei den drei Versuchen noch einmal so ein Doppel gelungen, dann zählt die Schrittzahl vierfach als Punkte usw. Wird „mit Mauser“ gespielt und konnte der Kibbel nach unten geschlagen werden, wird nicht mit normalen Schritten, sondern mit Mäuseschritten gezählt. Ist der Kibbel bei den drei Versuchen nicht hochgesprungen oder nicht getroffen worden, wird wie nach Abwurf gewechselt.

### Wertung
Der Fänger muss versuchen, den aus dem Mal herausgeschleuderten Kibbel zu fangen, wobei er je nach Abmachung Punkte machen kann – zum Beispiel durch einen Fang mit beiden Händen 25, mit rechter Hand 50, mit linker 100 Punkte. Wer den Kibbel mit dem Mund fängt, bekommt 250 Punkte, mit dem Auge sogar 450 Punkte. Weitere mit Punkten bewertete besondere Arten des Fangs können z. B. Zigarre rechts oder Zigarre links sein.
Je nach Abmachung kann der geglückte Fang noch dadurch belohnt werden, dass der Fänger vor dem Abwerfen drei Schritte oder Sprünge zum Mal hin machen darf. Zudem können durch ein Schiffchen 50 Punkte gewonnen werden, dabei muss der Kibbel beim Abwerfen längs im Mal liegen bleiben. Bleibt der Kibbel im Loch an den Kabbel angelehnt liegen („Kanone“), kann das z. B. 200 Punkte geben. Auch der quer über dem Loch liegende Kibbel („Brücke“) kann z. B. 100 Punkte zählen.

## Varianten
Statt mit Mannschaften lässt sich das Spiel auch mit Einzelspielern betreiben.